# Sakura-sō no Pet na Kanojo
Sakura-sō no Pet na Kanojo (さくら荘のペットな彼女, Sakura-sō no Petto na Kanojo, lit. "A garota de estimação do dormitório Sakura") é uma série de light novels escrita por Hajime Kamoshida e ilustrada por Kēji Mizoguchi. Possui 13 volumes que foram publicados pela ASCII Media Works sob a impressão da Dengeki Bunko entre 10 de janeiro de 2010 e 8 de março de 2014.
Uma adaptação para mangá, ilustrada por Hōki Kusano, foi serializada entre abril de 2011 e julho de 2015 nas revistas Dengeki G's Magazine e Dengeki G's Comic, ambas da ASCII Media Works. Um drama CD foi lançado em 28 de junho de 2012, e uma adaptação da série para anime, produzida pelo estúdio J.C.Staff, foi transmitida entre 9 de outubro de 2012 e 26 de março de 2013.

## Enredo
O Dormitório Sakura (さくら荘, Sakura-sō) é um dormitório para estudantes do ensino médio que é afiliado à Universidade de Artes Suimei (muitas vezes abreviada como Suiko), e abriga os alunos mais estranhos e mais problemáticos da universidade, que também possui um colégio destinado a estudantes do ensino médio. Depois de ser obrigado a sair dos dormitórios normais por querer cuidar de um gato abandonado na rua, Sorata Kanda se muda para o problemático dormitório. Quando Sorata começa a se acostumar com a vida no dormitório, Mashiro Shiina, uma pintora mundialmente famosa, se muda para Sakura-sō. Contudo, Mashiro é extremamente dependente dos outros, não conseguindo realizar, sozinha, tarefas básicas do cotidiano, como se vestir ou arrumar seu próprio cabelo. A partir daí, Sorata se vê obrigado a cuidar inteiramente de Mashiro, como se ela fosse o seu mascote de estimação, ao mesmo tempo em que vive experiências comuns de adolescentes do ensino médio.

## Personagens

### Residentes de Sakura-sō
Sorata Kanda (神田 空太, Kanda Sorata)
Voz de: Yoshitsugu Matsuoka
Sorata é o protagonista masculino da história. Ele é um aluno do segundo ano (e mais tarde do terceiro ano) do ensino médio de Suiko, e mora no quarto 101 de Sakura-sō. Ele teve que sair dos dormitórios regulares depois que escolheu cuidar de um gato de rua abandonado. Ele não consegue resistir de pegar gatos abandonados, e acaba pondo sete deles em seu quarto. Como muitos dos moradores do dormitório possuem notas e habilidades artísticas excelentes, ele geralmente se sente simples e normal entre eles.
Chihiro, a supervisora do dormitório, escolhe Sorata para cuidar de Mashiro, e mesmo não gostando da ideia da supervisora, acaba se acostumando com ela. Mais a frente no enredo, ele confessa gostar de Mashiro. Sorata então decide se tornar um designer de jogos de computador, mas sua proposta de jogo para uma famosa desenvolvedora de jogos de computador é repetidamente rejeitada. Ainda mais a frente no enredo, ele decide fazer um jogo sozinho. Sorata possui uma irmã mais nova chamada Yūko.
Mashiro Shiina (椎名 ましろ, Shiina Mashiro)
Voz de: Ai Kayano
Mashiro é a protagonista feminina da história. Ela é uma pintora talentosa e mundialmente famosa que viajou ao Japão para aprender a ilustrar mangás, e se transferiu para Suiko a fim de cursar o segundo ano do ensino médio. Mashiro é residente do quarto 202 de Sakura-sō. Embora suas obras de arte sejam amplamente admiradas, ela não sabe nada além de pintar e desenhar e tem uma extrema falta de bom senso, além de ser completamente dependente dos outros. Devido a isso, Sorata é forçado a "adotar" Mashiro e ajudá-la com as tarefas básicas da vida cotidiana que todos consideram como normais: ele precisa até mesmo escolher as roupas íntimas dela, pois ela mesmo não as usariam. O seu foco em desenhar mangás assusta Sorata, ao mesmo tempo em que o inspira. Mashiro possui baixo rendimento escolar, pois é incapaz de concentrar-se nas aulas, mas ela sempre acaba conseguindo passar nos exames devido a sua boa memória fotográfica, que a permite memorizar respostas e que é fruto de seu talento artístico. Mais a frente no enredo, Mashiro começa a desenvolver sentimentos amorosos por Sorata e afirma que ela é incapaz de viver sem ele. De acordo com Mashiro, ela planeja morar com Sorata e trabalhar como ilustradora de mangás após a sua formatura.
Nanami Aoyama (青山 七海, Aoyama Nanami)
Voz de: Mariko Nakatsu
Nanami é uma colega de classe de Sorata, e ela mais tarde se muda para o quarto 203 de Sakura-sō. Embora ela seja uma amiga rígida com Sorata, ela na verdade é apaixonada por ele, e todo mundo, exceto Sorata, percebe isso. Ela deixou sua casa para seguir o seu sonho de se tornar uma dubladora sem o consentimento de seus pais, e a partir daí ela tenta viver sozinha. Ela se muda para Sakura-sō após passar por uma crise financeira e perceber que Sorata e Mashiro estavam se aproximando um do outro. Nanami é admirada pela mãe de Sorata, que até mesmo deseja tê-la como nora. Mais a frente no enredo, Nanami falha em seu teste de dublagem e decide sair de Sakura-sō para se reconciliar com seus pais antes de decidir o seu futuro. Contudo, ela consegue convencer seus pais a deixá-la continuar com os seus estudos e o seu sonho de se tornar uma dubladora, e retorna a Sakura-sō para cursar seu último ano do ensino médio. Quando está com raiva ou nervosa, Nanami fala com o dialeto da região de Kansai.
Misaki Kamiigusa (上井草 美咲, Kamiigusa Misaki)
Voz de: Natsumi Takamori
Misaki é a residente do quarto 201 de Sakura-sō. Inicialmente, ela era uma estudante do terceiro ano do ensino médio de Suiko, e mais tarde ela passa a frequentar a Universidade de Artes Suimei. Ela é muito agitada, extrovertida e otimista, o que faz com que Sorata muitas vezes se refira a ela como um extraterrestre. Misaki tem notas muito boas e é muito boa em desenhar, mas o colégio decidiu mandá-la para Sakura-sō devido ao fato dela prestar muita atenção animes e mangás. Ela é muito boa em animação e consegue lidar com o trabalho necessário para fazer uma sem necessitar da ajuda de outras pessoas. Misaki já vendeu uma animação para uma editora famosa e ganhou dinheiro suficiente para viver confortavelmente pelo resto de sua vida. Ela tem sentimentos amorosos por Jin, e abertamente os expressa, mas Jin faz vista grossa para isso e continua a namorar outras garotas, o que deixa Misaki muito deprimida. Mais a frente no enredo, os dois finalmente se tornam um casal, e mais a frente ainda ela registra oficialmente seu casamento com Jin sem ao menos o consultar, tornando-os oficialmente casados; seu novo nome é Misaki Mitaka (三鷹 美咲, Mitaka Misaki). Ela sai de Sakura-sō após se formar, e muda-se para a casa ao lado do dormitório.
Jin Mitaka (三鷹 仁, Mitaka Jin)
Voz de: Takahiro Sakurai
Jin é o residente do quarto 103 de Sakura-sō e um estudante do terceiro ano do ensino médio de Suiko. Ele é amigo de infância de Misaki e tem sentimentos amorosos por ela, mas ele sente que não é bom o suficiente para a mesma, o que o faz namorar várias meninas (incluindo a irmã mais velha de Misaki), sempre mais tarde rompendo com elas. Ele finalmente começa a namorar com Misaki durante o quinto volume da light novel. Ele quer se tornar um dramaturgo/roteirista digno de seus talentos artísticos, e decide frequentar uma universidade em Ōsaka para alcançar seu objetivo. Misaki fica descontente com a decisão de Jin, então para alegrá-la, ele dá à ela um formulário de registro de casamento com a sua assinatura como uma garantia de que ele retornará, mas Misaki assina o formulário e o oficializa no mesmo dia em que ele viaja para Ōsaka, o que os torna oficialmente casados.
Ryūnosuke Akasaka (赤坂 龍之介, Akasaka Ryūnosuke)
Voz de: Yui Horie
Ryūnosuke é o residente do quarto 102 de Sakura-sō e cursa o segundo ano do ensino médio em Suiko. Ele é um hikikomori que raramente sai de seu quarto e geralmente se comunica com outras pessoas por mensagem de texto ou e-mail. Para reduzir a necessidade de se comunicar pessoalmente com os outros, ele programou uma assistente virtual com inteligência artificial chamada "Maid", que responde mensagens em seu lugar. Ele é um especialista em programação de computadores e dá a Sorata muitos conselhos úteis sobre como programar seu jogo de computador. De acordo com Ryūnosuke, seu objetivo final é fazer Maid se tornar uma verdadeira humana. Ele tem ginofobia e desmaia quando uma garota o toca. Essa aflição se torna mais severa depois que Rita se apaixona por ele e o beija na bochecha. Sua comida favorita é tomate, e ele mesmo diz que confia mais nos tomates do que qualquer coisa no mundo. Ele é apelidado de "Dragão" por Misaki. Anteriormente, Ryūnosuke fazia parte de um projeto para desenvolver um jogo juntamente com seus amigos, mas sua inteligência era tal que os outros não conseguiam acompanhá-lo e começaram a se afastar dele, o que fez com que Ryūnosuke passa-se a não formar amizade com ninguém, incluindo com os outros residentes de Sakura-sō. No entanto, depois de um telefonema de Rita, ele consegue superar seu medo de formar amizades e passa a ajudar Sorata e os outros na tarefa de impedir que Sakura-sō seja demolido.
Maid (メイド, Meido)
Voz de: Yui Horie
Maid é um programa baseado em inteligência artificial (abreviada como IA) programado por Ryūnosuke. Originalmente, Ryūnosuke criou a Maid para filtrar e responder automaticamente as mensagens e os e-mails de seu celular para ele economizar tempo. No entanto, Ryūnosuke continuou expandindo as capacidades da IA da Maid. A assistente agora é capaz de bloquear e responder a uma mensagem ou e-mail de acordo com a sua própria preferência, utilizando novas palavras que aprendeu com outras mensagens, e-mails ou respostas da internet, prevendo as emoções das pessoas, escrevendo vírus de computador ou celular e os enviando por conta própria, invadindo a rede de computadores de Suiko para roubar informações e até mesmo é capaz de dar conselhos sólidos a Sorata sobre como programar jogos de computador. A única maneira de distinguir as mensagens de Maid das de um humano é notando o fato de que ela responde rápido demais. Ryūnosuke permite a Maid entrar em redes sociais, e a maioria das pessoas que a conhecem não percebem que ela é um programa de IA.
Como a execução do programa da Maid requer muito espaço em disco rígido e memória RAM, Ryūnosuke é forçado a mantê-la trabalhando em um servidor de alto desempenho no quarto 102 de Sakura-sō, enquanto ele dá ordens e recebe os resultados via internet quando ele está ausente do quarto. No computador, Maid é exibida como uma personagem em 3D (modelada por Misaki) no canto inferior direito da tela, e ela é exibida utilizando diversos tipos de ferramentas, dependendo de sua tarefa atual. Maid parece ter uma queda amorosa por Ryūnosuke, embora não se saiba se ela desenvolveu os sentimentos por si mesma ou se ela é simplesmente programada para isso. Depois que Rita se apaixona por Ryūnosuke e o beija, Maid começa a brigar com ela pela internet, já que Ryūnosuke constantemente deixa Maid cuidar das cartas de amor e e-mails de Rita. Maid até mesmo pede a Sorata para ir para a Inglaterra a fim de ajudá-la a eliminar Rita.
Chihiro Sengoku (千石 千尋, Sengoku Chihiro)
Voz de: Megumi Toyoguchi
Chihiro é professora de artes em Suiko e supervisora de Sakura-sō. Ela é prima de Mashiro, e cuidou de sua transferência para Suiko. No passado, ela quis se tornar uma artista profissional e era uma estudante esforçada enquanto frequentava a própria Suiko. Infelizmente seus sonhos não se realizaram por razões desconhecidas, e ela se tornou uma professora de artes. Como professora, ela frequentemente dá conselhos a Sorata. Talvez devido a sua decepção, ela se tornou cínica e preguiçosa, e muitas vezes ela impõe tarefas indesejadas para Sorata, como cuidar de Mashiro. Chihiro parece estar apenas interessada em se embriagar e tentar encontrar um namorado.
Rita Ainsworth (リタ・エインワーズ, Rita Einwāzu)
Voz de: Ayako Kawasumi
Rita era colega de quarto e cuidadora de Mashiro quando ela morava na Inglaterra. Ela ficou com inveja do talento de Mashiro, e então a persuadiu a desenhar mangá na esperança de vê-la falhar, mas depois ela se arrepende de suas ações e viaja ao Japão para trazer Mashiro de volta para a Inglaterra. Depois de perceber a determinação de Mashiro, ela desiste e retorna para a Inglaterra juntamente com o pai de Mashiro e começa a estudar artes novamente. Rita se apaixona por Ryūnosuke, ainda que ele inicialmente não corresponda esse amor, e o beija na bochecha antes de voltar para a Inglaterra, o que o faz desmaiar. Mais tarde, ele a ignora e faz com que sua AI responda todos os seus e-mails, o que só fortalece a sua determinação. Mais a frente no enredo, ela visita o Japão novamente para dar o chocolate do dia dos namorados para Ryūnosuke, e consegue beijá-lo nos lábios, o que o faz desmaiar novamente. Ela se muda para Sakura-sō depois da saída de Nanami.
Iori Himemiya (姫宮 伊織, Himemiya Iori)
Voz de: Nobunaga Shimazaki
Iori é o irmão mais novo de Saori Himemiya e também é um estudante do primeiro ano do ensino médio de Suiko. Ele passa a morar em Sakura-sō depois que Jin e Misaki se formaram, e também por ter sido pego espiando um banheiro feminino do colégio. Ele tem sentimentos amorosos por Kanna.
Kanna Hase (長谷 栞奈, Hase Kanna)
Voz de: Haruka Yamazaki
Kanna é uma aluna do primeiro ano do ensino médio de Suiko que passa a morar em Sakura-sō depois que Jin e Misaki se formaram. Apesar de ter a maior pontuação do exame do vestibular para ingresso em Suiko, ela se muda para Sakura-sō pois não conseguia ficar dividindo um quarto com outra pessoa, quanto mais uma barulhenta. Mais tarde, é revelado que esta companheira de quarto era Yūko.

### Outros estudantes de Suiko
Yūko Kanda (神田 優子, Kanda Yūko)
Voz de: Yui Ogura
Yūko é a irmã mais nova de Sorata que mais tarde passa a cursar o primeiro ano do ensino médio em Suiko. Ela possui um "complexo de irmã" e quer ter a atenção e ser mimada por Sorata. No começo, ela não gostava de nenhuma das outras garotas com quem Sorata tinha amizade porque achava que elas queriam tomar o seu irmão, mas depois de passar um tempo com elas, Yūko passa ao menos a aceitar Mashiro por "ela tem alguns problemas". No entanto, Yūko ainda não simpatiza com Nanami por ela ser independente e ter ajudado a mãe de Sorata e Yūko com muitas das tarefas domésticas durante a sua estadia de Nanami em sua casa, e ter recebido elogios de sua mãe. Yūko é bastante desatenta e possui uma tendência a tirar conclusões precipitadas sobre seu irmão e as outras garotas, sendo que na maioria das vezes essas conclusões terminam de maneira perversa. Ela ingressa em Suiko como aluna do primeiro ano do ensino médio durante o terceiro ano de Sorata.
Daichi Miyahara (宮原 大地, Miyahara Daichi)
Voz de: Taishi Murata
Daichi é um colega de classe de Sorata e Nanami. Ele é apaixonado por Nanami, e confessa seus sentimentos para ela durante o festival cultural do colégio, mas é rejeitado por ela. Mesmo rejeitado, Daichi continua sendo honesto, leal e amigável com Nanami.
Mayu Takasaki (高崎 繭, Takasaki Mayu)
Voz de: Yurika Kubo
Mayu é uma colega de classe de Sorata e Nanami.
Saori Himemiya (姫宮 沙織, Himemiya Saori)
Voz de: Ayumi Fujimura
Saori é uma aluna do terceiro ano do ensino médio de Suiko e que participa do departamento de música. Ela é apelidada de "Hauhau" por Misaki, e ela frequentemente compõe músicas para os anime de Misaki. Ela é namorada de Sōichirō.
Sōichirō Tatebayashi (舘林 総一郎, Tatebayashi Sōichirō)
Voz de: Satoshi Hino
Sichirō é um estudante do terceiro ano do ensino médio de Suiko e presidente do Conselho Estudantil. Ele conhece Jin há muito tempo. Ele é namorado de Saori.
Otoha Nakano (中野 乙羽, Nakano Otoha)
Voz de: Yuka Ōtsubo
Otoha é uma personagem original davisual novel da série. Ela é uma aluna do primeiro ano do ensino médio de Suiko.
Kōichi Shinagawa (品川 孝一, Shinagawa Kōichi)
Voz de: Tomoaki Maeno
Kōichi é um personagem original davisual novel da série. Ele é um aluno do segundo ano do ensino médio de Suiko, além de ser colega de classe de Sorata e Mashiro.
Yayoi Honjō (本尊 弥生, Honjō Yayoi)
Voz de: Yumi Uchiyama
Yayoi é um colega de classe de Nanami e membro do time de softbol do colégio.
Fukaya Shiho (深谷 志保, Shiho Fukaya)
Voz de: Saori Ōnishi
Fukaya é uma colega de classe de Mashiro.

### Outros personagens
Kazuki Fujisawa (藤沢 和希, Fujisawa Kazuki)
Voz de: Shintarō Asanuma
Kazuki é um desenvolvedor de jogos eletrônicos e um dos juízes do concurso "Let's Make a Game", da qual Sorata participou. Mais tarde é revelado que ele é um ex-aluno de Suiko e ex-residente de Sakura-sō. Sorata o idolatra e Kazuki admira os esforços de Sorata. Mais tarde ele se torna o mentor e conselheiro de Sorata, acompanhando-o em seus desenvolvimentos de jogos eletrônicos. No final da série, Kazuki passa a namorar Chihiro.
Ayano Iida (飯田 綾乃, Iida Ayano)
Voz de: Masumi Asano
Ayano é editora de Mashiro para seu mangá e também uma amiga de Rita.
Fūka Kamiigusa (上井草 風香, Kamiigusa Fūka)
Voz de: Saori Hayami
Fūka é a irmã mais velha de Misaki. Ela é amiga de infância e ex-namorada de Jin. Embora que sua aparência seja semelhante a de Misaki, ela possui personalidade calma, oposta a de sua irmã.
Koharu Shirayama (白山 小春, Shirayama Koharu)
Voz de: Mikako Takahashi
Koharu é a professora da classe de Sorata, Nanami, Ryūnosuke e Daichi. Ela e Chihiro eram conhecidas quando estavam no ensino médio.
Senhor Kanda (神田さん, Kanda-san)
Voz de: Tōru Ōkawa
Seu nome é desconhecido, mas o Senhor Kanda é o pai de Sorata e Yūko. Ele aparenta ser uma pai rígido com seus filhos.
Akiko Kanda (神田 明子, Kanda Akiko)
Voz de: Satomi Arai
Akiko é casada com o Senhor Kanda e é a mãe de Sorata e Yūko.
Noriko (ノリコ, Noriko)
Voz de: Harumi Sakurai
Noriko é uma empresária e uma ex-namorada de Jin.
Momoko Sōichirō (モモコ宗一郎, Sōichirō Momoko)
Voz de: Nao Tōyama
Momoko é uma dubladora e amiga de Nanami.
Shiori Nanba (椎葉 椎理, Nanba Shiori)
Voz de: Sachiko Kojima
Apelidada de "Nancy" por Misaki, Shiori é a instrutora de direção de Misaki, quando ela estava fazendo seus exames de condução para ser habilitada a dirigir.

## Mídia

### Light novel
A série de light novels foi escrita por Hajime Kamoshida e ilustrada por Kēji Mizoguchi. Possui 10 volumes principais e mais 3 coleções de histórias curtas  (volumes 5.5, 7.5 e 10.5) que foram publicados pela ASCII Media Works sob a impressão de sua filial Dengeki Bunko entre 10 de janeiro de 2010 e 8 de março de 2014.
| N.º  | Data de lançamento     | ISBN              |
| ---- | ---------------------- | ----------------- |
| 1    | 10 de janeiro de 2010  | 978-4-04-868280-0 |
| 2    | 10 de abril de 2010    | 978-4-04-868463-7 |
| 3    | 10 de agosto de 2010   | 978-4-04-868765-2 |
| 4    | 10 de dezembro de 2010 | 978-4-04-870123-5 |
| 5    | 10 de maio de 2011     | 978-4-04-870416-8 |
| 5.5  | 10 de setembro de 2011 | 978-4-04-870749-7 |
| 6    | 10 de dezembro de 2011 | 978-4-04-886140-3 |
| 7    | 10 de abril de 2012    | 978-4-04-886543-2 |
| 7.5  | 10 de agosto de 2012   | 978-4-04-886801-3 |
| 8    | 10 de outubro de 2012  | 978-4-04-886986-7 |
| 9    | 10 de março de 2013    | 978-4-04-891471-0 |
| 10   | 10 de julho de 2013    | 978-4-04-891794-0 |
| 10.5 | 8 de março de 2014     | 978-4-04-866412-7 |

### Mangá
Uma adaptação da série para mangá ilustrada por Hōki Kusano começou a ser serializada na edição de abril de 2011 da revista Dengeki G's Magazine da ASCII Media Works. O mangá terminou de ser serializado na Dengeki G's Magazine na edição de maio de 2014 e continuou a ser serializado na revista Dengeki G's Comic entre as edições de junho de 2014 e julho de 2015. O primeiro volume tankōbon do mangá foi publicado em 27 de outubro de 2011 e o oitavo e último volume foi publicado em 27 de junho de 2015. Um volume de uma antologia yonkoma foi publicado em 27 de fevereiro de 2013.

#### Sakura-sō no Pet na Kanojo
| N.º | Data de lançamento     | ISBN              |
| --- | ---------------------- | ----------------- |
| 1   | 27 de outubro de 2011  | 978-4-04-870986-6 |
| 2   | 26 de maio de 2012     | 978-4-04-886508-1 |
| 3   | 27 de outubro de 2012  | 978-4-04-891026-2 |
| 4   | 27 de março de 2013    | 978-4-04-891460-4 |
| 5   | 27 de setembro de 2013 | 978-4-04-891921-0 |
| 6   | 27 de março de 2014    | 978-4-04-866387-8 |
| 7   | 27 de outubro de 2014  | 978-4-04-866941-2 |
| 8   | 27 de junho de 2015    | 978-4-04-865083-0 |

#### Sakura-sō no Pet na Kanojo: 4-Koma Kōshiki Ansorojī
| N.º | Data de lançamento      | ISBN              |
| --- | ----------------------- | ----------------- |
| 1   | 27 de fevereiro de 2013 | 978-4-04-891409-3 |

### Drama CD
Uma adaptação da série para drama CD foi lançada em 28 de junho de 2012, e o elenco de dublagem é o mesmo da adaptação para anime.

### Anime

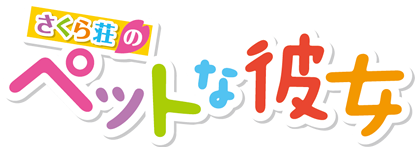
Logotipo do anime

Uma adaptação para anime (com um final diferente do presente na light novel e no mangá) com 24 episódios produzida pelo estúdio J.C.Staff, com roteiro de Mari Okada e direção de Atsuko Ishizuka, foi transmitida no Japão entre 9 de outubro de 2012 e 26 de março de 2013 nos canais Tokyo MX, TV Kanagawa e MBS TV; entre 10 de outubro de 2012 e 27 de março de 2013 na TV Aichi e no canal de animes sul-coreano ANIPLUS; e entre 12 de outubro de 2012 e 30 de março de 2013 (às sextas-feiras, com reprises aos sábados) no canal Animax. A série também foi disponibilizada através de simulcast pela Crunchyroll e streaming pela Hulu, além de ser exibida pela ShowTime, Niconico Channel e pela PlayStation Store. A série ainda foi licenciada pela Sentai Filmworks na América do Norte.
O anime possui três músicas de abertura e duas músicas de encerramento. A primeira música de abertura é "Kimi ga Yume o Tsuretekita" (君が夢を連れてきた) cantada pelo grupo "Pet na Kanojotachi", consistido de Ai Kayano, Mariko Nakatsu e Natsumi Takamori. O primeiro tema de encerramento é "Days of Dash", cantada por Konomi Suzuki. O episódio 3 utiliza a música "Days of Dash", mas com letra diferente e cenas dos episódios 1 e 2. A partir do episódio 13 em diante, a música de abertura passa a ser "Yume no Tsuzuki" (夢の続き), cantada por Suzuki. A música de encerramento passa a ser "Prime Number (Kimi to Deaeru Hi)" (Prime Number ~君と出会える日~), cantada por Asuka Ōkura. A música de abertura do episódio 14 é "I Call Your Name Again", cantada por Nakatsu dublando a sua personagem, Nanami Aoyama.

#### Lista de episódios
| Núm. | Título                                                           | Data de exibição      |
| 1 | "Gato, branco, Mashiro" ねこ・しろ・ましろ Neko・Shiro・Mashiro  | 9 de outubro de 2012  |
| --- | ---------------------------------------------------------------- | --------------------- |
| Sorata Kanda acorda para uma outra manhã caótica no dormitório Sakura, um dormitório para alunos problemáticos, filiado à Universidade de Artes Suimei. Ele passou a morar no dormitório depois que começou a cuidar de gatos abandonados que ele encontrava nas ruas. Sua professora, Chihiro Sengoku, que também mora no dormitório, diz a ele para se encontrar com uma prima sua, chamada Mashiro Shiina, e levá-la de volta ao dormitório, já que ela acabou de se transferir para o colégio. Chihiro dá-lhe uma fotografia de Mashiro quando ela era uma criança pequena e não dá mais explicações a Sorata. Mais tarde naquele dia, ele se encontra com Mashiro e a leva para o dormitório, onde ela encontra os caóticos e talentosos moradores durante o jantar. De manhã, Chihiro diz a Sorata para cuidar de Mashiro. Ele vai ao quarto de Mashiro para acordá-la, mas para sua surpresa ele encontra roupas e outras coisas espalhadas, e descobre que Mashiro tem problemas para cuidar de si mesma, não sabendo nem ao menos se vestir por conta própria. Demora muito tempo para ele conseguir aprontar Mashiro para o colégio, e os dois correm para chegar lá a tempo. |                                                                  |                       |
| 2 | "Eu tenho pintado imagens" 絵を描いてきたの E o Kaitekita no     | 16 de outubro de 2012 |
| Sorata tenta convencer os moradores do dormitório a organizarem turnos para cuidar de Mashiro, mas todos o ignoram e deixam a garota sob sua responsabilidade. Mashiro continua a se comportar de uma maneira ingênua e como uma criança; quando Sorata pergunta o que ela fez até agora, Mashiro responde: "eu tenho pintado imagens". Sorata ajuda Mashiro a se vestir e sai do dormitório sem sequer tomar seu café da manhã, o que os leva a parar em uma loja de conveniência no caminho para o colégio. Lá, Mashiro acaba comendo um pãozinho antes de pagar por ele, e Sorata é forçado a explicar para Mashiro que, antes de comer alimentos das prateleiras, você deve pagar por eles. No entanto, Nanami, colega de classe e amiga de Sorata, é a vendedora da loja, por isso os problemas foram evitados. Ao retornar da escola, Sorata encontra Jin, a quem Misaki preparou para uma surpresa para o seu aniversário. Mashiro pede a Sorata para ele ser um modelo para o seu mangá, pedindo para que ele se despisse quase por completo. Na manhã seguinte, Sorata descobre que Mashiro é uma pintora profissional mundialmente famosa. |                                                                  |                       |
| 3 | "Tão perto, e tão distante..." 近すぎて遠い… Chikasugite Tooi... | 23 de outubro de 2012 |
| Sorata planeja deixar Sakura-sō, e Jin se oferece para cuidar de Mashiro. No domingo seguinte, Mashiro, que pediu a Sorata para passear com ela para ajudá-la com seu mangá, tem um encontro com Jin. A notícia desencadeia pânico em Misaki, que convence Sorata a segui-la para espionar os movimentos de Mashiro e Jin. Depois de várias perseguições, eles descobrem que Jin, depois de comprar um presente para uma pessoa na qual ele se sente próximo e distante ao mesmo tempo, está prestes a levar Mashiro para um motel. Enquanto Misaki volta para o dormitório em lágrimas, Sorata confronta Jin, que o acerta com o punho e o deixa desacordado. Quando Sorata acorda, ela está no quarto do motel com Mashiro, que explica a ele que ela entrou lá apenas para desenhar os móveis do quarto, e confidencia a Sorata que Jin previu que ele viria até ela. Na manhã seguinte, Mashiro, que tinha ouvido uma ligação entre Jin e Sorata, pergunta a este último se ele realmente deseja sair de Sakura-sō. |                                                                  |                       |
| 4 | "Um mundo de cores mutáveis" 色を変える世界 Iro o Kaeru Sekai    | 30 de outubro de 2012 |
| Sorata está prestes a deixar Sakura-sō, enquanto Mashiro trabalha intensamente no mangá que ela terá que apresentar para um concurso de mangakás. Uma noite de tanabata é realizada no dormitório; no final da noite, Ayano conta a Mashiro que seu mangá foi desclassificado do concurso. Sorata tenta consolá-la, mas ele diz algo não intencional e corre para a chuva, onde ele é consolado por Jin, que admite desejar às vezes o fracasso de Misaki, para que ela não fique tão superior a ele. Sorata admite que sentiu o mesmo sobre o concurso de mangás. No dia seguinte, quando Sorata e Nanami estão na rua procurando por donos de gatos, Ayano aparece em um carro e diz para Sorata para entrar. Ayano diz a ele que Mashiro é muito boa em desenho, mas não consegue escrever histórias interessantes: seu trabalho foi inspirado nos eventos presenciados por ela em Sakura-sō (incluindo personagens baseados nos residentes de Sakura-sō), mas desde que ela descobriu que Sorata deixaria o dormitório, ela deu a história um final apressado, sendo esse o motivo de sua desclassificação. Ayano pede a Sorata para convencer Mashiro a mudar o final, porque mesmo desclassificado, seu mangá seria publicado. Sorata volta para o dormitório e, na porta do quarto de Mashiro, confessa seu sonho de ser um desenvolvedor de videogames. Após obter nenhuma resposta, ele entra no quarto, e encontra Mashiro dormindo. Ele lê o mangá dela, e percebe que ela mudou o final para um onde um dos personagens, representado por Sorata, permanece em Sakura-sō. Quando Mashiro acorda, ele diz a ela a notícia de Ayano, e ela diz a ele para começar a chamá-la de "Mashiro" ao invés de "Shiina". Depois que Jin e Misaki revelam que eles estavam escondidos escutando a conversa dos dois, Sorata fica envergonhado e declara que quer ficar em Sakura-sō. |                                                                  |                       |

### Blu-ray/DVD
A adaptação para anime da série foi compilada em oito volumes publicados entre 30 de janeiro e 28 de agosto de 2013, cada um contendo três episódios, disponíveis nas versões de Blu-ray e DVD.
| Núm. | Data de lançamento      | Episódios inclusos | Número de série padrão | Número de série padrão |
| Núm. | Data de lançamento      | Episódios inclusos | Blu-ray                | DVD                    |
| ---- | ----------------------- | ------------------ | ---------------------- | ---------------------- |
| 1    | 30 de janeiro de 2013   | 1, 2 e 3           | ZMXZ-8271              | ZMBZ-8281              |
| 2    | 27 de fevereiro de 2013 | 4, 5 e 6           | ZMXZ-8272              | ZMBZ-8282              |
| 3    | 27 de março de 2013     | 7, 8 e 9           | ZMXZ-8273              | ZMBZ-8283              |
| 4    | 24 de abril de 2013     | 10, 11 e 12        | ZMXZ-8274              | ZMBZ-8284              |
| 5    | 29 de maio de 2013      | 13, 14 e 15        | ZMXZ-8275              | ZMBZ-8285              |
| 6    | 26 de junho de 2013     | 16, 17 e 18        | ZMXZ-8276              | ZMBZ-8286              |
| 7    | 24 de julho de 2013     | 19, 20 e 21        | ZMXZ-8277              | ZMBZ-8287              |
| 8    | 28 de agosto de 201     | 22, 23 e 24        | ZMXZ-8278              | ZMBZ-8288              |

### Visual novel
Uma adaptação para visual novel desenvolvida pela Netchubiyori e publicada pela ASCII Media Works foi lançada em 14 de fevereiro de 2013 para PlayStation Portable e PlayStation Vita.

## Recepção
O site MANTANWEB informou em abril de 2012 que a light novel da série havia vendido mais de 850 mil cópias. Logo na semana de seu lançamento, a visual novel da série vendeu mais de 5,115 cópias para o PlayStation Vita e mais de 5,472 cópias para o PlayStation Portable.

### Anime
| Site               | Quantidade de usuários que avaliaram | Média   | Data                     | Referência |
| ------------------ | ------------------------------------ | ------- | ------------------------ | ---------- |
| Shikimori          | 30 992                               | 8.31/10 | até 5 de janeiro de 2019 | [ 55 ]     |
| Anime News Network | 1 255                                | 7.40/10 | até 5 de janeiro de 2019 | [ 56 ]     |